# 宸妃
宸妃（しんひ）は、皇帝の妃（側室）の号。以下の人物などに与えられた。

## 中国
- 章懿皇后 - 北宋の真宗の妃で仁宗の実母。
- 宸妃万氏 - 明の英宗の妃。
- 孝恵太后 - 明の成化帝の妃で嘉靖帝の祖母。
- 沈皇貴妃 - 明の嘉靖帝の妃。初め、宸妃に封じられた。
- 宸妃王氏 - 明の嘉靖帝の妃。
- ハルジョル - 清の太宗ホンタイジの妃。

## ベトナム
- 宸妃陳氏 - 陳憲宗の妃。
- 宸妃黎氏 - 陳芸宗の妃。
- 宸妃鄭氏 - 黎太祖の妃。
- 胡華 - 明命帝の妃で紹治帝の実母。